# Азаров, Евгений Григорьевич
Евгений Григорьевич Азаров (род. 6 июля 1933, Тула, Московская область) — советский и казахстанский энергетик и строитель, государственный и общественный деятель. Почётный гражданин Павлодара.

## Биография
Евгений Азаров родился 6 июля 1933 года в городе Тула Московской области.
Окончил семилетнюю школу. В 1951 году окончил Рязанский железнодорожный техникум, после чего отправился работать в Сибирь. Трудился мастером на строительстве тепловой станции в Красноярском крае. Отсюда был призван на срочную службу в армию, которую провёл на Дальнем Востоке.
В 1959 году окончил строительный факультет Новосибирского инженерно-строительного института, на отлично защитив диплом на тему «Строительство бетонного завода в Новосибирске».
После завершения учёбы работал инженером и главным инженером на строительстве электростанций в Сибири.
Также учился в Москве. Получил предложение работать в Министерстве энергетики и электрификации СССР, но отказался, не захотев трудиться на административной должности. Вместо этого стал начальником управления строящей Ермаковской ГРЭС в Павлодарской области.
В 1975 году был назначен начальником отдела строительства Павлодарского обкома КП Казахской ССР.
С 9 ноября 1976 по 13 июля 1981 года был председателем исполкома Павлодарского городского Совета народных депутатов. За эти годы сделал вклад в развитие региональной экономики в энергетической, машиностроительной, нефтехимической, угледобывающей, металлургической, строительной отраслях. В этот период возведён ряд социальных, культурных и коммунальных объектов, жилых домов, реконструирована взлётная полоса аэропорта, железнодорожный вокзал, пущен трамвай. 
С 1981 года стал первым заместителем председателя исполкома Павлодарского областного Совета народных депутатов, курировал вопросы строительства, коммунального хозяйства и связи.
Ушёл на пенсию с должности начальника проектного института «Казсевсельпроект».
Позже работал советником Павлодарской областной торгово-промышленной палаты. Был советником акима Павлодара. Возглавляет благотворительный фонд «Павлодар — наш общий дом».
Награждён орденами Трудового Красного Знамени (дважды), «Знак Почёта», «Курмет», региональным знаком «За заслуги перед областью». Почётный энергетик Минэнерго СССР, почётный строитель Казахстана, ветеран труда.
7 августа 1990 года решением исполкома Павлодарского городского Совета народных депутатов удостоен звания почётного гражданина Павлодара.

## Семья
Жена — Зинаида Леонидовна Азарова (до замужества — Мягкова). Познакомились во время учёбы в институте.